# 是澤孝宏
是澤 孝宏（これさわ たかひろ、1985年7月15日 - ）は、京都府出身の競艇選手。登録番号4388。身長168cm。血液型A型。98期。滋賀支部所属。同期に鶴本崇文、松田祐季、平山智加らがいる。従兄弟にプロボクサーの寺地拳四朗がいる。

## 来歴
やまと競艇学校時代、リーグ戦勝率5.85（準優出3　優出1　第1戦優勝）の成績を残した。
2006年5月21日、びわこ競艇場でデビューし、4着。同年7月27日、尼崎競艇場での一般競走2日目2Rで通算20走目で初勝利を飾る。
2008年12月31日、住之江競艇場での「2008住之江ファイナル競走」で初優出（2着）。
2010年1月19日、浜名湖競艇場での「G1第24回新鋭王座決定戦競走」にG1初出場。同年4月14日、びわこ競艇場での「ボートピア京都やわた開設3周年記念」で優出5回目にして初優勝を飾る。
2013年2月2日、三国競艇場での「近畿地区選手権」でG1初勝利。
2016年10月2日、江戸川競艇場での「G1江戸川大賞 開設61周年記念」でG1初優出（6着）。
2022年2月17日、びわこ競艇場での「第65回近畿地区選手権」でG1初優勝。しかし同競走優勝で権利を得た、同年3月大村競艇場で開催のボートレースクラシックにてSG初出場を果たすはずだったが、病気で無念の欠場となった。
2025年3月19日、徳山競艇場で開催の「G2ボーターボート大賞」初日第9Rで1着となり、4459走目で通算1000勝を達成した。

## 獲得タイトル

### G1
- 2022年2月17日、第65回近畿地区選手権（びわこ競艇場）